# Angelika Kauffmann
Maria Anna Angelika Kauffmann (Coira, 30 de Outubro de 1741 – Roma, 5 de Novembro de 1807), conhecida como Angelica Kauffman, foi uma pintora neoclássica suíça e membro fundadora da Academia Real Inglesa (1769). Teve uma carreira de sucesso em Londres e em Roma. Era uma talentosa artista, especialmente retratos, paisagens e pintura decorativa. Somente dois dos 36 membros fundadores da Academia Real Inglesa eram mulheres: Angelika Kauffmann e Mary Moser. Até o século XX, elas foram as únicas mulheres admitidas naquela instituição.

## Biografia
Nascida em Coira, em 1741, era filha de Johann Joseph Kauffmann, homem de posses modestas, mas um muralista dedicado e pintor, que viajava muito a trabalho. Ele treinou Angelika desde pequena para ser sua assistente, enquanto viajavam pela Suíça, Áustria e Itália. Criança prodígio, ela aprendeu muito rápido o ofício, além de aprender vários idiomas com sua mãe, Cleophea Lutz. Tinha talento também na música, sendo forçada a escolher entre ópera e arte. O padre local disse que Angelika deveria escolher a arte, o que ela logo fez, pois disse que a ópera era um lugar que atraía muita "gente maluca". Aos 12 anos, tornou-se pintora, sendo patrocinada por nobres e bispos.
Em 1754, sua mãe faleceu e o pai decidiu mudar-se para Milão. Visitando o pai com frequência, ela logo se tornou membro da Academia de Belas Artes de Florença, em 1762. Em 1763, visitou Roma, retornando mais uma fez no ano seguinte, seguindo para Bolonha e Veneza, deixando admiradores por onde passava. Em 1765, seu trabalho apareceu em uma mostra da Sociedade Livre de Artistas e Angelika se mudou para Londres pouco depois.
Em 1767, ela casou-se com um homem que se apresentara como conde Frederick de Horn. Desmascarado pouco tempo depois, ela separou-se dele em 1768. Todavia, só tornou a casar-se novamente em 1781, após a morte do impostor.
Com seu segundo marido, o pintor veneziano Antonio Zucchi, viajou para Roma, onde se estabeleceram.

## Estilo
O estilo da jovem Angelika Kauffmann foi influenciado pelo rococó francês. Todavia, por volta de 1763 ela visitou a Itália e conheceu as obras neoclássicas de Anton Raphael Mengs, cujo estilo passou a nortear sua produção artística. Sir Joshua Reynolds foi outra grande influência, particularmente no tocante a produção de retratos.
Os quadros de Kauffmann são quase sempre composições inspiradas na mitologia greco-romana e representam deuses e deusas de forma graciosa, embora não particularmente brilhante. Seus melhores trabalhos são mesmo os retratos, dos quais o da duquesa de Brunswick é considerado sua obra-prima.

## Morte
Em 1782, sua mãe faleceu e em 1795 seu marido. Seu quadro de 1794, "Self-Portrait Hesitating Between Painting and Music", foi dedicado à mãe. Continuou a contribuir para a Academia de Londres, tendo sua última mostra de arte em 1797. Após este ano, Angelika produziu muito pouco e em 1807 faleceu em Roma, sendo homenageada com um grande funeral. Toda a Academia de São Lucas, inúmeros religiosos e admiradores seguiram seu caixão até seu sepulcro, na Basílica de Sant'Andrea delle Fratte e, assim como no enterro de Rafael, dois de seus quadros foram levados em procissão.

## Obras
- Ariadne Abandoned by Theseus on Naxos (1774)
- Retrato do Tenente-General James Cuninghame (1775)
- A Lady as a Vestal Virgin (1780)
- Retrato de Eleanor, Condessa de Lauderdale (1781)
- Auto-retrato (1785)
- Auto-retrato (1787)
- Cupid and Psyche (1792)

## Galeria

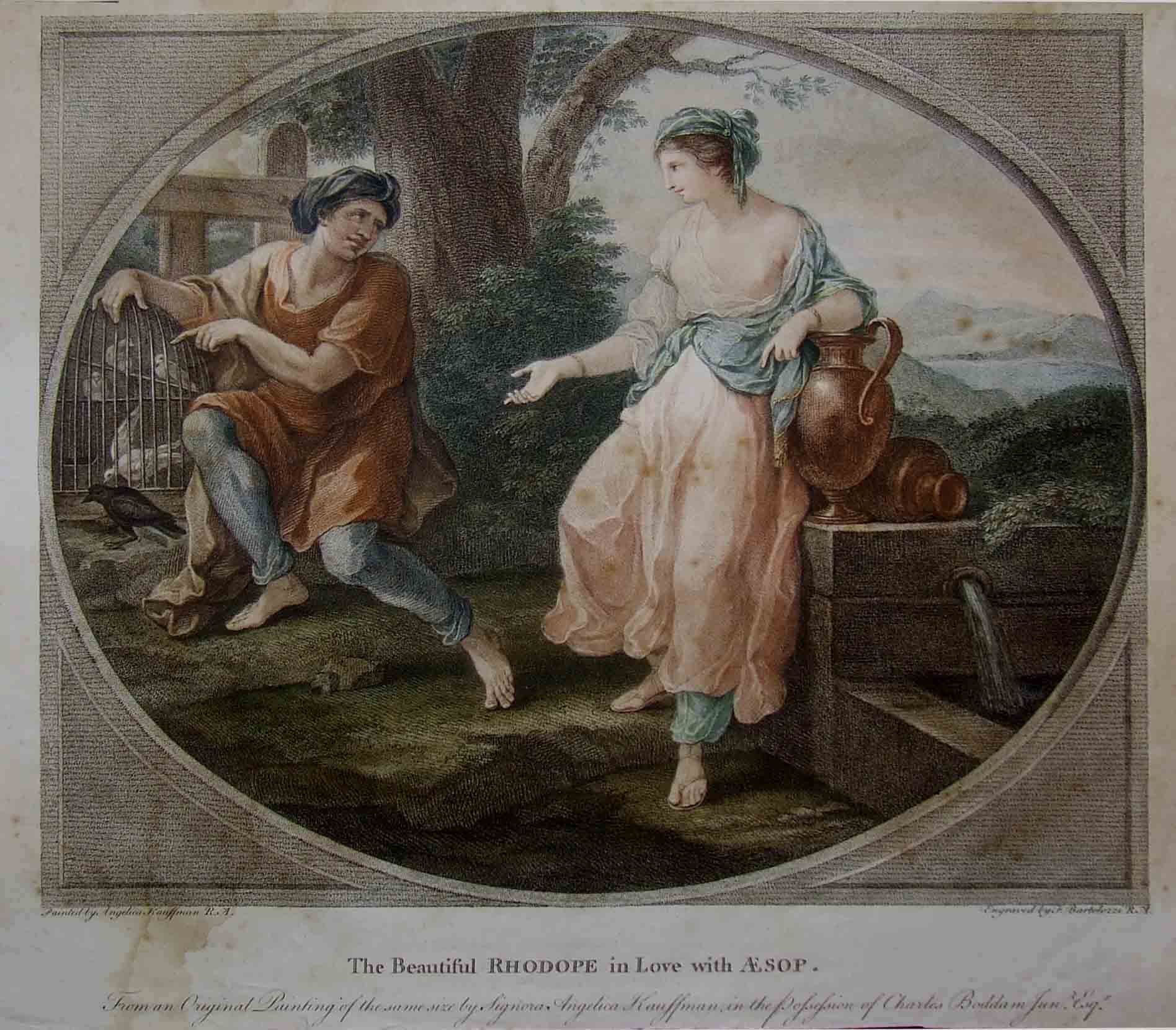
F. Bartolozzi after A. Kauffman. Rhodope apaixonada por Aesop. Cena da comédia inglesa "The history and love of Rhodope". 1780s
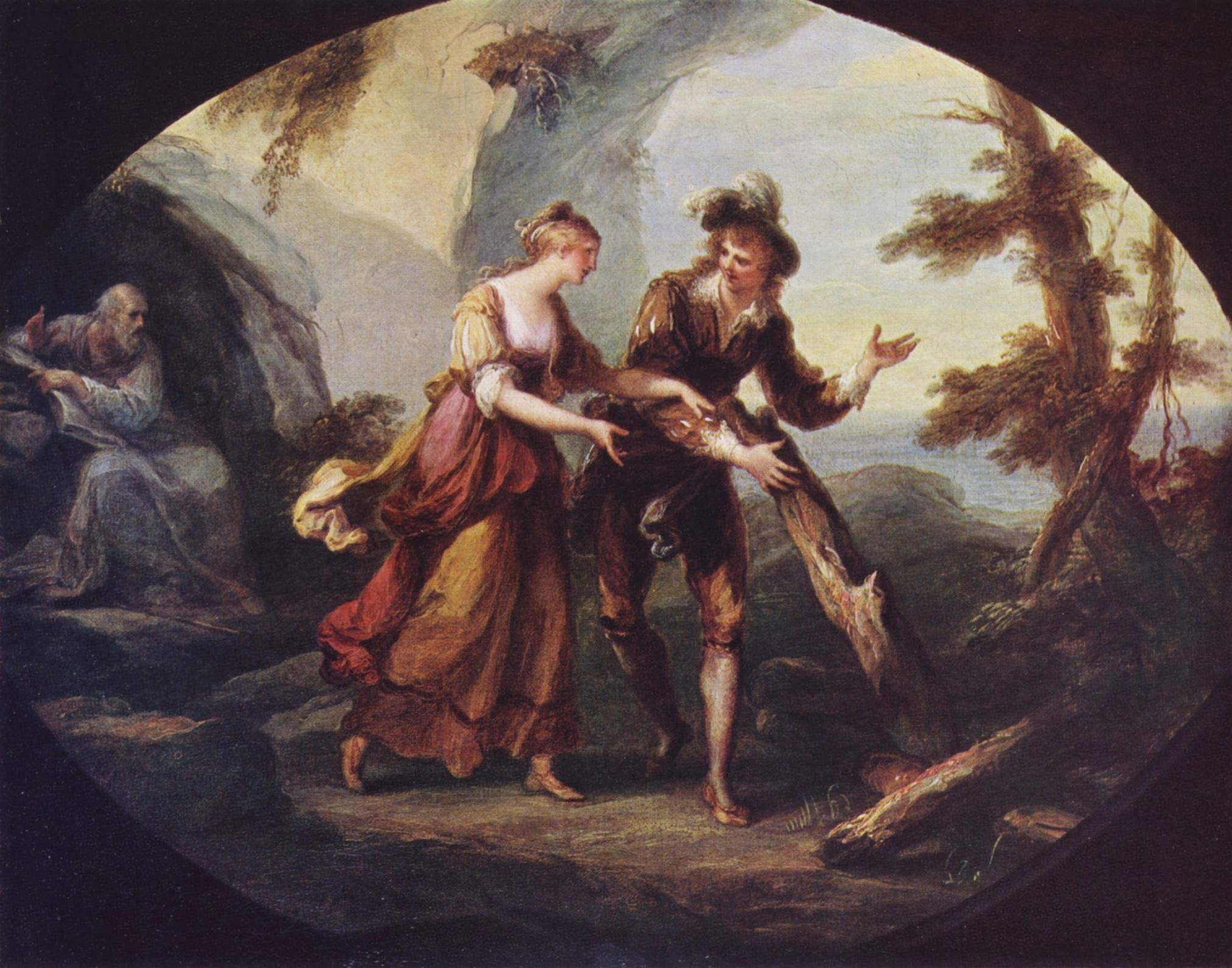
Miranda e Ferdinand na peça The Tempest, 1782.
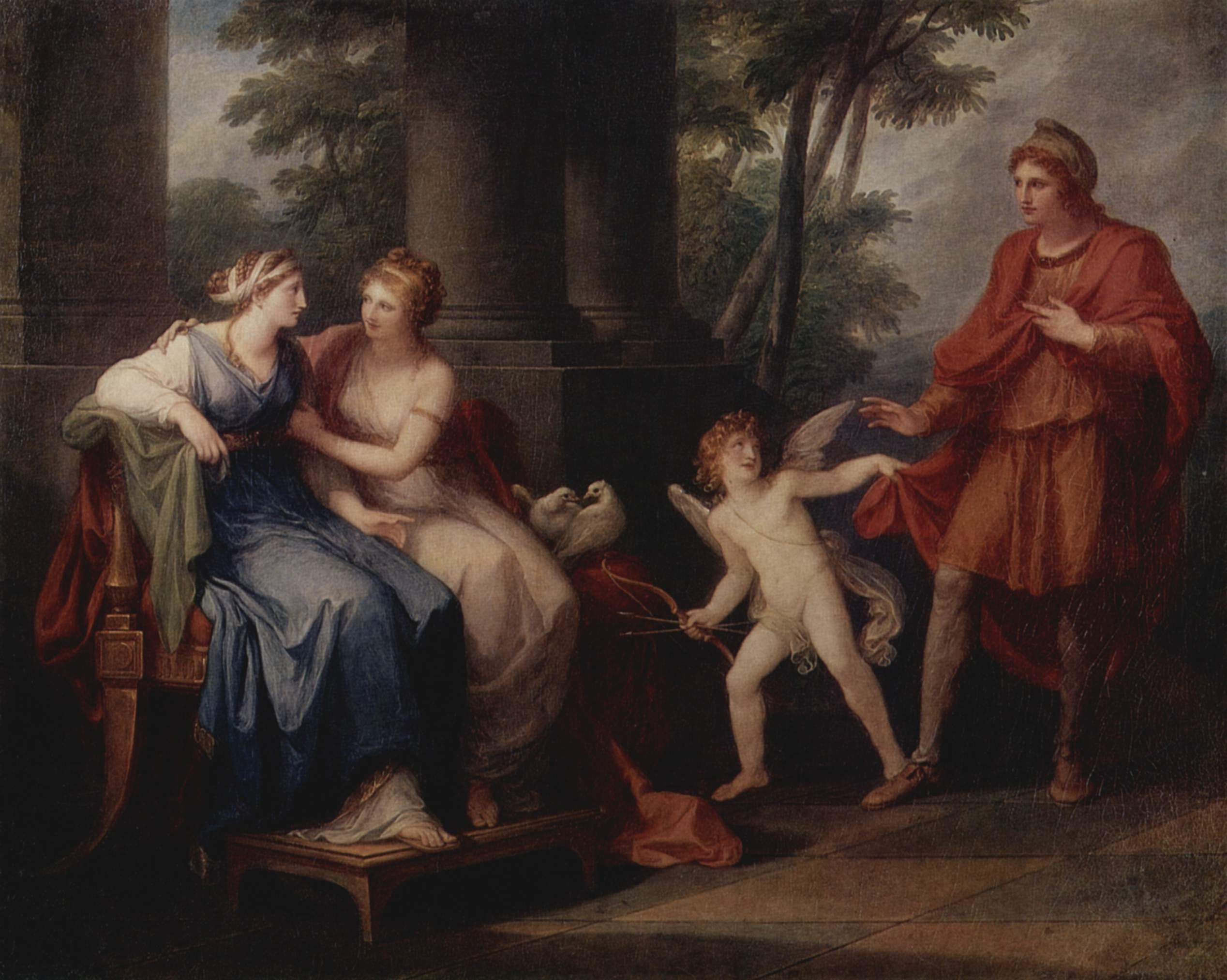
Vênus convence Helena de Troia a ir com Páris, 1790.
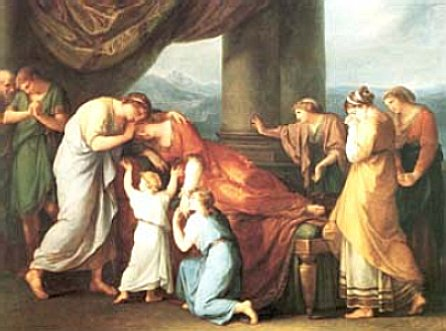
Morte de Alceste, 1741-1807.
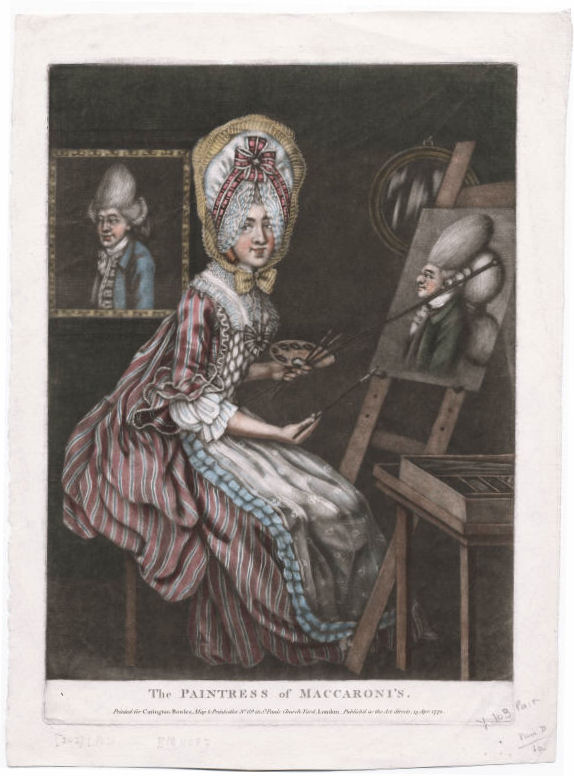
"The Paintress of Macaroni's," sátira de Kauffmann. Londres: impresso por Carington Bowles, 13 de abril 1772.
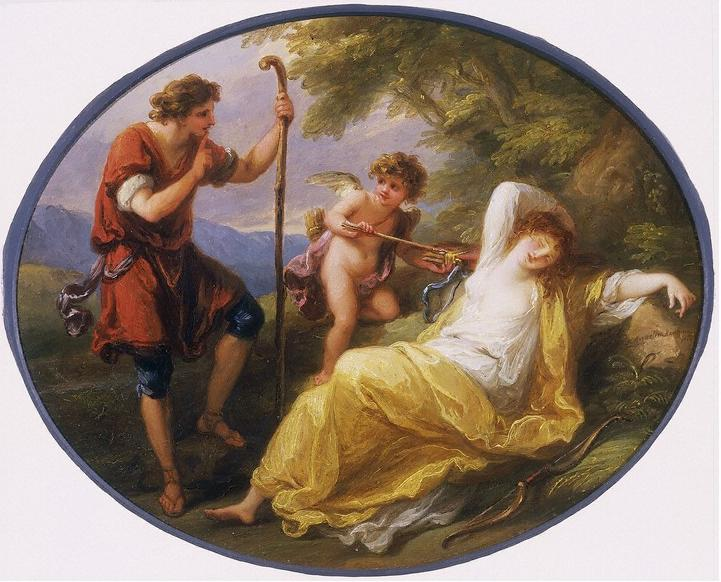
Ninfa adormecida observada por um pastor, cerca de 1780, Angelica Kauffman V&A Museum no. 23-1886